# Limnophila inordinata
Limnophila inordinata är en tvåvingeart som beskrevs av Frederick Askew Skuse 1890. Limnophila inordinata ingår i släktet Limnophila och familjen småharkrankar. Inga underarter finns listade i Catalogue of Life.